# Persuader
För boken av Lee Child se Dubbelspel
Persuader är ett power metal-band från Umeå.
Bandet bildades 1997. 2000 blev de signerade av skivbolaget Loud'n'Proud och släppte via dem sitt debutalbum The Hunter. Persuader vann sedan demotävlingen "Young Metal Gods" och fick åka till Tyskland för att spela in sin andra skiva, Evolution Purgatory. Innan bandet släppte sitt tredje album When Eden Burns år 2006 blev de signerade till Dockyard 1, som bland annat Piet Sielck (Iron Savior) var med och grundade. Uppföljaren till 2006 års album, The Fiction Maze, släpptes i januari 2014.

## Medlemmar
Nuvarande medlemmar
- Fredrik Hedström – basgitarr (1997– )
- Efraim Juntunen – trummor (1997– )
- Jens Carlsson – rytmgitarr (1997–2006), sång (1997– )
- Emil Norberg – sologitarr (2001– )
- Daniel Sundbom – rytmgitarr (2006– )

Tidigare medlemmar
- Pekka Kiviaho – gitarr (1997–2001)

## Diskografi
Demo
- Visions and Dreams (1998)

Studioalbum
- The Hunter (2000)
- Evolution Purgatory (2004)
- When Eden Burns (2006)
- The Fiction Maze (2014)

Annat
- Swedish Metal Triumphators Vol. 1 (splitalbum: Persuader / Freternia)